# Vũ Duy Chí
Vũ Duy Chí (1604-1678) là quan nhà Lê trung hưng trong lịch sử Việt Nam.

## Sự nghiệp
Vũ Duy Chí là người làng Mộ Trạch, huyện Đường An (nay là huyện Bình Giang, Hải Dương , Việt Nam). Ông là người có tài văn học, theo giúp chúa Trịnh Tạc khi Trịnh Tạc chưa lên ngôi chúa, được kính trọng.
Sau khi Trịnh Tạc lên ngôi, phải đối phó với họ Nguyễn phía nam, họ Mạc phía bắc, Vũ Duy Chí thường theo phò tá với những vai trò trực tiếp hầu cận, chở lương, đốc chiến, lập được nhiều công lao.
Thời Lê Huyền Tông (1663-1671), ông được phong làm Thượng thư bộ Lễ, tước Phương quận công. Năm 1669 ông cùng Trần Đăng Tuyển được vào làm Tham tụng trong phủ chúa Trịnh, được tin cậy.
Ngày tết nguyên đán, chúa Trịnh Tạc có lệnh cho các quan hai ban văn võ sau khi chầu vua Lê xong đều để nguyên phẩm phục sang lạy ở phủ chúa. Ông có ý kiến phản đối:
Nhà chúa xưa nay vẫn một niềm tôn phù hoàng gia. Vậy lễ ngày hôm nay chỉ nên mặc áo thanh cát, không nên vội dùng triều phục, sợ trái chế độ cũ
Ý kiến "phù Lê" thẳng thắn của ông khiến chúa Trịnh phải thôi lệnh mặc triều phục sang phủ chúa.
Năm 1676 thời Lê Hy Tông (1676-1705), ông xin cáo lão về hưu, được gia thăng Thượng thư bộ Lại, Quốc lão thiếu phó. Chúa Trịnh Tạc làm đôi câu đối thêu lên cờ tặng ông:
Nhất đại tông thần Tiêu tướng quốc
Lưỡng triều nguyên lão Triệu Hàn vương
dịch:
Làm quan đầu triều một đời như Tiêu Hà
Làm nguyên lão hai triều như Hàn vương Triệu Phổ.
Năm 1678, ông mất, thọ 75 tuổi, được truy tặng là Thái phó.

## Nhận định
Sử gia Phan Huy Chú nhận định về ông như sau:
Ông tính trung hậu, chất phác, ngay thẳng, giữ mình đứng đắn, không a dua